# Polypogon tentacularis
Polypogon tentacularis är en fjärilsart som beskrevs av Carl von Linné 1761. Polypogon tentacularis ingår i släktet Polypogon och familjen nattflyn. Inga underarter finns listade i Catalogue of Life.